# Polyarthra luminosa
Polyarthra luminosa is een raderdiertjessoort uit de familie Synchaetidae. De wetenschappelijke naam van deze soort is voor het eerst geldig gepubliceerd in 1962 door Kutikova.